# Hlybočycka (stanice metra v Kyjevě)
Hlybočycka (ukrajinsky Глибочицька) bude stanice kyjevského metra na Podilsko-Vyhurivské lince. Stanice byla otevřena v rámci prvního úseku linky Podilsko-Vyhurivské. Stanice bude sloužit jako přestupní na linku Syrecko-Pečerskou, vestibulem do stanice Lukjanivska.

## Konstrukce stanice
Prvotní plány pro Podilsko-Vyhurivskou linku počítaly s přestupní stanicí, ze které by se přestupovalo do stanice Lvivska brama na Syrecko-Pečerské lince. Jelikož stanice Lvivska brama nebyla dokončena, rozhodlo se o přesunutí přestupní stanice k již dokončené stanicí Lukjanivska. Tento přestup ve stanici Lvivska brama byl vyobrazen na mapě metra z roku 1980. Mezi Hlybočyckou a Podilskou se měla nacházet i další stanice a to Tatarska, návrh tenhle stanice se ale zrušil a již se nenacházel na mapě vývoje metra v roce 2010, návrh stanice Tatarska vznikl v 90. letech a stanice by obshluhovala centrum čtvrti Tatarka.
Výstavba úseku v lokalitě stanice zatím nezačala, výstavba linky se značně neposouvala, hlavně díky nedostatku financí.

## Charakteristika stanice
Z technického hlediska byla stanice postavena jako hluboko založená trojlodní stanice. kládá se ze tří odlišných klenutých hal s jednou centrální halou a dvěma bočními halami s nástupišti, z nichž každý je oddělen řadou sloupů. Centrální hala bude mít jeden vestibul, kde budou východy ústit do ulice Tatarská. Na druhé straně stanice se bude nacházet průchod s eskaltory do stanice Lukjanivska.